# سعد الدين الثاني
الدين سعد الثاني (ج حكم 1400) وسلطان من سلطنة عفت. أخو حق الدين الثاني، ووالد منصور الدين وصبر الدين الثاني وبدلي بن سعد الدين. يصفه المؤرخ ريتشارد بانكهورست بأنه «آخر حاكم عظيم لسلطنة عفت».

## فتره حكم
ولد سعد الدين الثاني في زيلع. كان معروفًا بقتاله الشجاع مرة أخرى للإمبراطورية الحبشية. يدعي بعض المؤرخين الآن أنه ولد في بلاط الإمبراطور نيويا كريستوس. ثار ضد الإمبراطور الإثيوبي. يضيف بانكهورست أن سعد الدين قاتل أيضًا ضد سلطنة هادية وشعب رعوي يُدعى الزلان، وكلاهما كانا من الحلفاء المسيحيين. ومع ذلك، كما يشير تاديسي تمرات، فإن هذه النجاحات لم تدم طويلاً، واستجابة لقوة المسلمين المتزايدة في المنطقة، عزز الإمبراطور داويت الأول الدفاعات الإثيوبية على طول الحدود وأسس محكمته في تيلق في فاتاغار.
على الرغم من هذه الخطوات، فإن ممارسة سعد الدين المتمثلة في شن غارات سريعة على الأراضي الأثيوبية شكلت تحديًا صعبًا للإمبراطور الإثيوبي، حيث كانت هناك عدة معارك بين الأحباش ولم يكن حتى ملاحقة السلطان في عمق أراضي عفت سيواجهه في معركة ضارية. بعد معركة بين سعد الدين والجنرال الإثيوبي بروة، والتي هُزم فيها جيش عفت وقتل فيها «ما لا يقل عن 400 شيخ، كل منهم كان يحمل قضيبًا حديديًا كعلامة على منصبه»، سعد. تمت مطاردة الدين مع من تبقى من أنصاره إلى أبعد جزء من زيلع هناك، حاصر الإمبراطور زيلع، واستولى أخيرًا على المدينة وقتل السلطان سعد الدين في الجزيرة.

## الوفاة
مع وفاة سعد الدين، تبنت سلالة والشمة لقب «ملوك عدل». ولجأ أبناؤه العشرة إلى اليمن في بلاط الملك أحمد بن الأشرف.
تم القبض عليه من قبل جيش القائد الحبشي بنوا الذي قام بإعدامه.

## ميراث
ظل قبر سعد الدين موقعًا مقدسًا لعدة قرون في زيلع. زارها المستكشف ريتشارد بيرتون في عام 1854، ووصفها بأنها "كومة من الحجارة الخشنة المحيطة بعمود عمودي" بالقرب من المقبرة، مزينة بـ "بقايا مآدب نذرية، وحجارة مكسورة، ونفايات جافة، وأحجار سوداء بسبب اللون الأسود. تظهر النار "كيف تم تبجيله بشكل صحيح" باعتباره القديس المفضل لزيلع حاليًا. يلاحظ تريمينجهام أنه في الوقت الذي كتب فيه كتابه (حوالي عام 1950)، تم تدمير القبر بفعل زحف البحر.
بالإضافة إلى ذلك، تم تسمية جزر سعد الدين في الصومال، قبالة ساحل زيلع، على شرف سعد الدين.